# Kraków-Saloniki
Kraków-Saloniki to pierwszy album Mai Sikorowskiej i Andrzeja Sikorowskiego. Płytę wyprodukował jej ojciec, on także napisał teksty i muzykę do piosenek w języku polskim i towarzyszył córce w wielu utworach. Wyjątkiem jest piosenka „Kraków – Saloniki”, do której muzykę napisał Seweryn Krajewski. Autorami piosenek śpiewanych w języku greckim są greccy artyści. Na płycie gościnnie wystąpili Grzegorz Markowski, Grzegorz Turnau i Zbigniew Wodecki w piosence „Koledzy taty”. W utworze „Jakby z Louisem A.” gościnnie wystąpili muzycy krakowskiego zespołu Jazz Band Ball Orchestra.
Płycie towarzyszył maxisingel pod tym samym tytułem, zawierający trzy utwory: „Koledzy taty”, „Zabierz mnie hen”, „Jakby z Louisem A.”. Wydany został 29 października 2005.
Album uzyskał status złotej płyty.

## Lista utworów
1. „Kraków – Saloniki”
2. „Głos z oddali”
3. „Kathreftis”
4. „Zabierz mnie hen...”
5. „Rajskie jabłuszko”
6. „Liga psihoula agapis sou girevo”
7. „Jakby z Louisem A.”
8. „Urodzona do bitwy”
9. „Mia mera meta”
10. „I nic i nic”
11. „Strążyska, Giewont i księżyc”
12. „Gia ena tango”
13. „Koledzy taty”
14. „Ti sou'kana Kai pineis”
15. „Przestroga dla córki”

## Twórcy
- Maja Sikorowska – śpiew
- Andrzej Sikorowski – śpiew, mandolina
- Sławomir Berny – perkusja, instrumenty perkusyjne
- Michał Jurkiewicz – altówka, skrzypce
- Jarosław Kaganiec – akordeon, instrumenty klawiszowe
- Jacek Królik – gitara
- Robert Kubiszyn – gitara basowa, kontrabas
- Rafał Paczkowski – organy Hammonda
- Marek Stefankiewicz – instrumenty klawiszowe
- Leszek Szczerba – klarnet, saksofon tenorowy
- Marek Tomczyk – elektryczna gitara hawajska

W piosence „Jakby z Louisem A.” udział wzięli muzycy krakowskiego zespołu Jazz Band Ball Orchestra:
- Wojciech Groborz – fortepian
- Jan Kudyk – trąbka
- Jacek Mazur – klarnet
- Marek Michalak – puzon, aranżacja utworu

W piosence „Koledzy taty” zaśpiewali:
- Grzegorz Markowski
- Grzegorz Turnau
- Zbigniew Wodecki

Aranżacja smyczków w piosence „Strążyska, Giewont i księżyc” – Grzegorz Górkiewicz